# Transvectio equitum
Die Transvectio equitum war eine jährlich an den Iden des Monats Quintilis bzw. Iulius (15. Juli) stattfindende Parade der Equites im antiken Rom.
Ausgangspunkt war traditionell der Tempel der Virtus und des Honos. Die Paradestrecke führte über die Aedes Castoris auf dem Forum Romanum zum Kapitol und endete an der Porta Collina auf dem Quirinal.
Ursprünglicher Anlass waren die Gedenkfeiern an die Schlacht am Regillussee im ersten Latinerkrieg, bei der die Dioskuren Castor und Pollux den Römern beigestanden haben sollen. Die erste Transvectio equitum fand 304 v. Chr. auf Betreiben des Censors des Jahres, Quintus Fabius Maximus Rullianus, statt. Die Ritter waren in turmae eingeteilt, die angeführt von den seviri equitum Romanorum am Censor vorbei defilierten, wobei sie gemustert wurden.
Augustus belebte die Tradition und verband die Transvectio equitum erneut mit der Musterung der jungen römischen Ritter. Die Tradition der Ritterparade wurde bis ins 4. Jahrhundert fortgeführt.